# Simone del Pollaiolo
Simone del Pollaiolo detto Il Cronaca (Firenze, 1457 – Firenze, 1508) è stato un architetto, scultore e disegnatore italiano del Rinascimento.
Fu il principale architetto del periodo repubblicano a Firenze nei decenni a cavallo tra XV e XVI secolo e importante riferimento e modello per l'attività architettonica di Michelangelo.

## Biografia

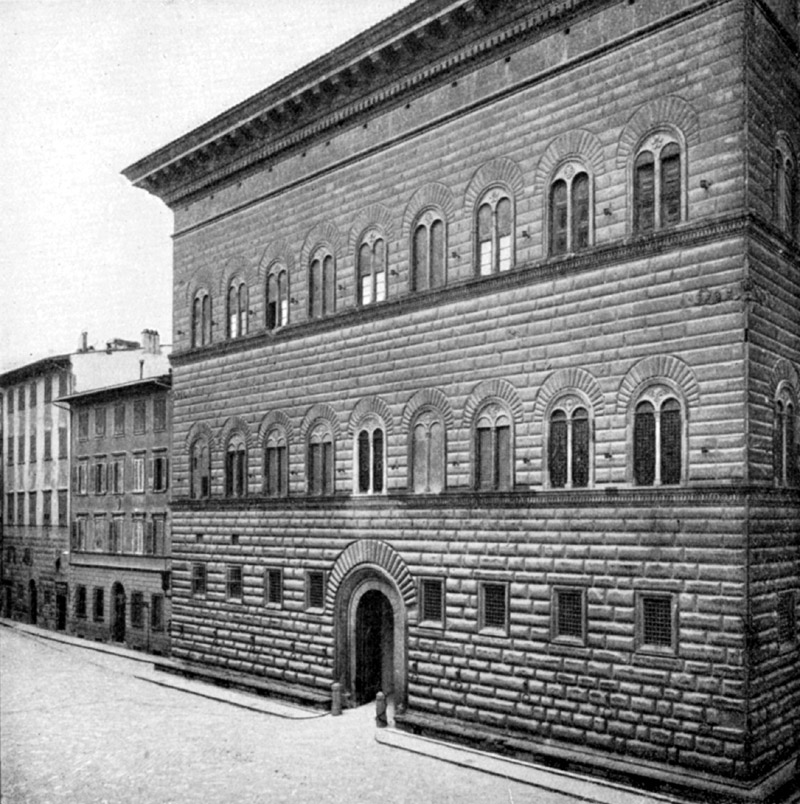
Palazzo Strozzi

Era parente dei due celebri fratelli Antonio e Piero del Pollaiolo, pseudonimo dei fratelli Benci, così soprannominati perché il padre commerciava in polli.
Si formò come intagliatore di pietra e all'età di diciotto risulta definito come "scultore e scalpellino" in una condanna per sodomia che lo costrinse a lasciare la città, soggiornando per circa dieci anni a Roma dove si dedicò allo studio dei resti romani, documentato in vari disegni architettonici. In seguito del viaggio a Roma venne ribattezzato Il Cronaca: la ragione di tale nome la spiega Giorgio Vasari nelle Vite, riferendosi al fatto che era solito raccontare così dettagliatamente le rovine che aveva visitato da fare una vera e propria cronaca.
(Giorgio Vasari, Vite de' più eccellenti architetti, pittori, et scultori italiani, da Cimabue insino a' tempi nostri)
Al suo ritorno nel 1486 si iscrisse all'Arte dei Maestri di Pietra e di Legname e si affermò progressivamente come architetto divenendo il tecnico delle maggiori istituzioni fiorentine.
Come architetto realizzò diversi edifici monumentali di Firenze, come il cortile e la parte superiore di Palazzo Strozzi, con Giuliano da Sangallo, iniziato da Benedetto da Maiano, dal 1488 al 1590; la chiesa di San Salvatore al Monte; il Salone dei Cinquecento in Palazzo Vecchio, ecc.
A lui era stato chiesto un progetto per dotare di facciata la basilica di Santa Croce, ma non venne realizzato per dissapori tra i frati e i committenti, la famiglia Quaratesi.

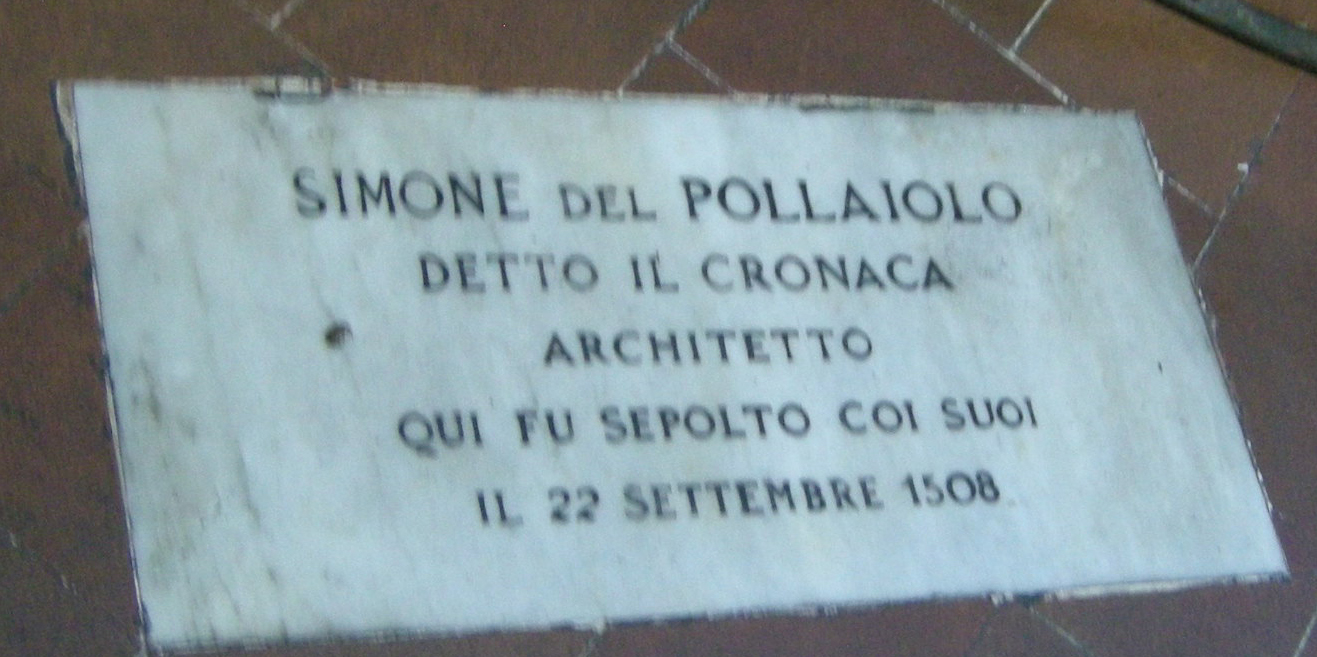
Lapide del Cronaca in Sant'Ambrogio, Firenze

Fu sepolto nella chiesa di Sant'Ambrogio.
Il suo più importante discepolo fu Baccio d'Agnolo.

## Opere di attribuzione
- Villa di Spedaletto, Lajatico
- Loggia dei Tessitori, Firenze
- Palazzo Guadagni, Firenze
- Palazzo Cocchi Serristori, Firenze (ma più probabilmente opera di Giuliano da Sangallo)